# آنتونیوی پادوا
فرناندو مارتین د بولو (به پرتغالی: Fernando Martins de Bulhões) معروف به آنتونیو د پادوا (به پرتغالی: Santo António de Pádua) یا آنتونیوی لیسبونی (به پرتغالی: Antônio de Lisboa) راهب، زاهد و قدیس مسیحی کلیسای کاتولیک اهل پرتغال است که در سده‌های دوازدهم و سیزدهم میلادی می‌باشد.
وی در لیسبون چشم به جهان گشود و از موثرترین و فعالترین مروجین فرقه فرانسیسکان بود. در سال ۱۲۳۲ میلادی یک سال پس از مرگش، او در زمره قدیسین به‌شمار رفت. آنتونیوی قدیس حامی کشور پرتغال و همچنین دارایی‌های به سرقت رفته و مفقود شده و حیوانات محسوب می‌شود و روز یادبودش سیزدهم ژوئن می‌باشد.
شهر سن آنتونیو در تگزاس به افتخار او نام دارد.

## نگارخانه

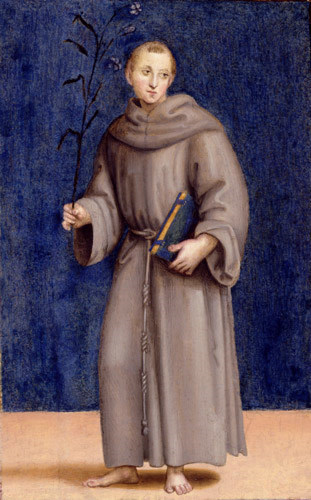
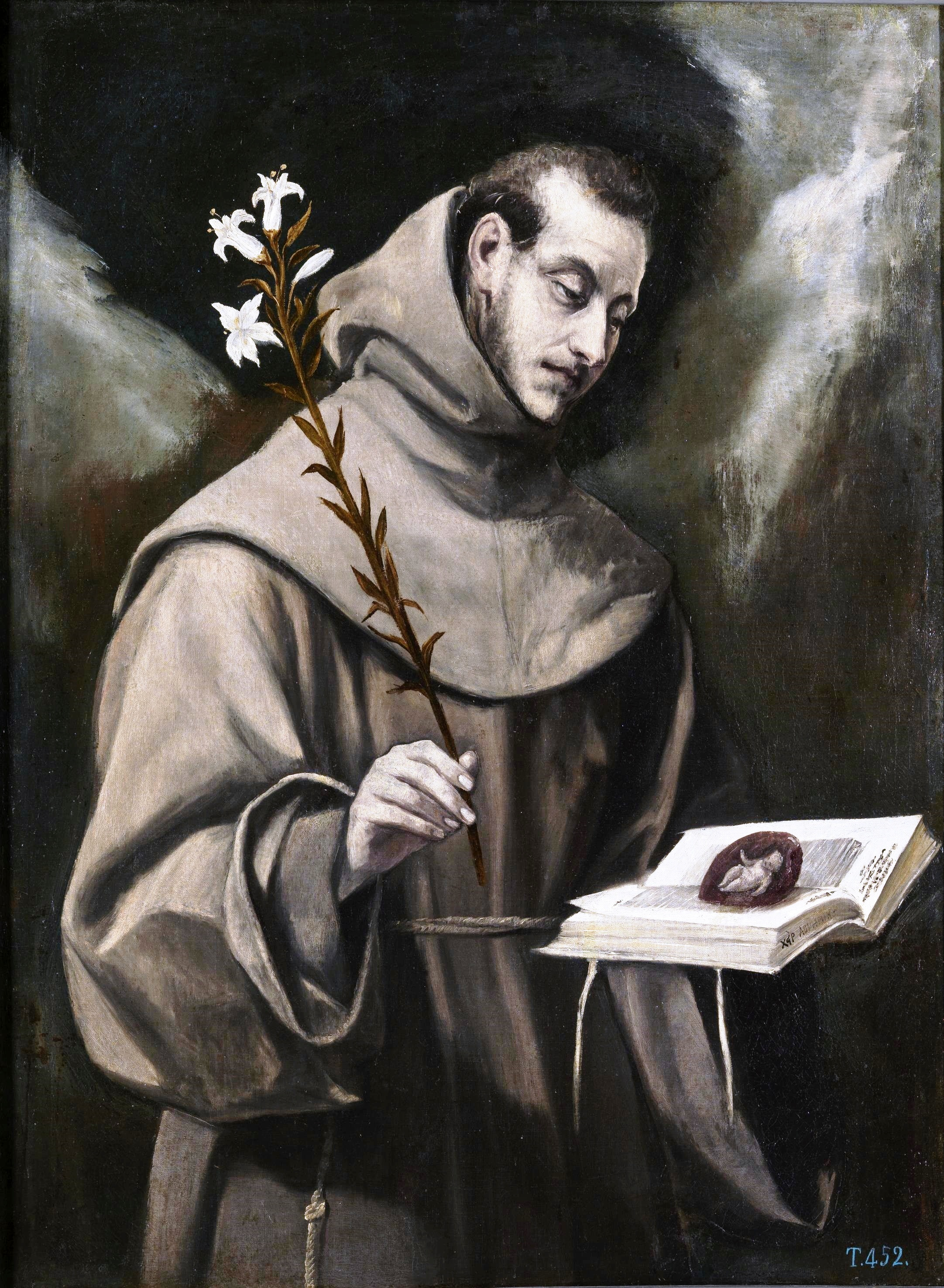
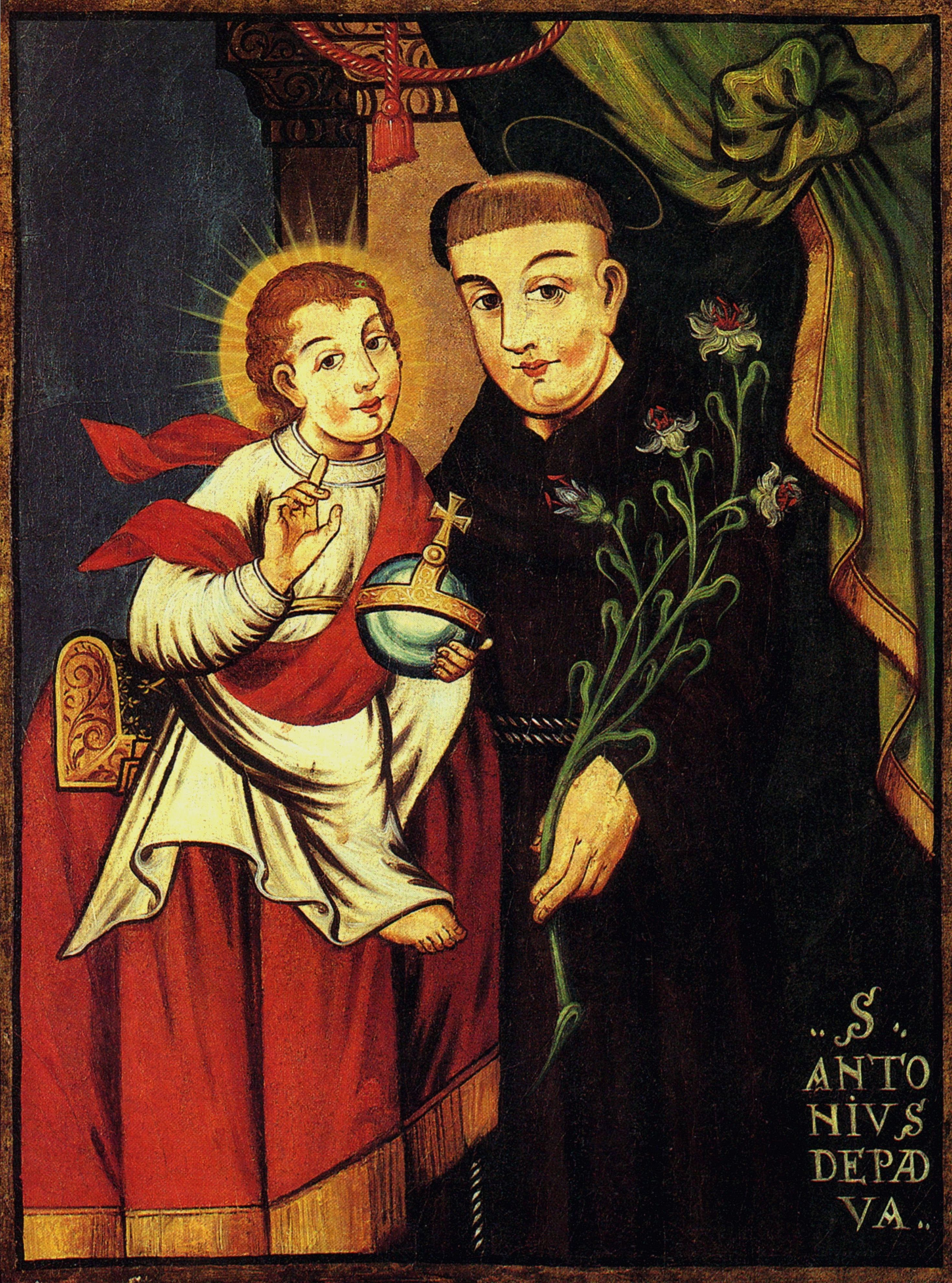
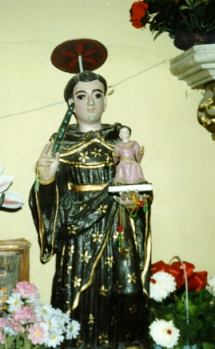
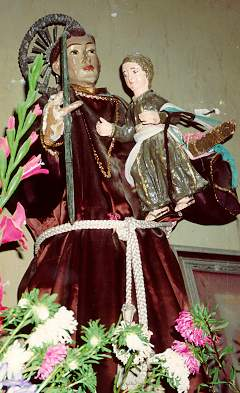
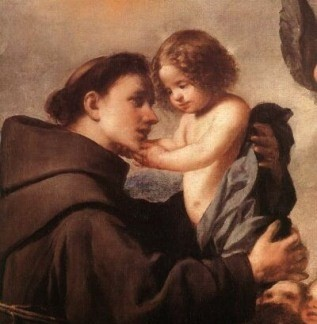